# 風間計博
風間 計博（かざま かずひろ、1964年 - ）は、日本の文化人類学者。京都大学大学院人間・環境学研究科教授。

## 人物・経歴
東京都生まれ。埼玉県育ち。東北大学理学部卒業。システム・エコロジー研究室出身。上智大学大学院理工学研究科生物科学領域修了、理学修士。修士課程ではタイワンザルの生態学的研究を行った。その後、医学系出版社に3年間務め、編集の仕事に従事したのち、総合研究大学院大学文化科学研究科修了、博士（文学）。
1999年国立民族学博物館講師（中核的研究機関研究員）。2000年筑波大学歴史・人類学系講師。筑波大学准教授を経て、2012年京都大学大学院人間・環境学研究科教授。2018年日本文化人類学会理事。日本オセアニア学会賞受賞。

## 著書
- 『「二重の窮乏」下の平等理念：現代世界とキリバス南部環礁の社会生活』総合研究大学院大学 1998年
- 『窮乏の民族誌：中部太平洋・キリバス南部環礁の社会生活』大学教育出版 2003年
- 『強制移住と怒りの民族誌：バナバ人の歴史記憶・政治闘争・エスニシティ』明石書店 2022年